# Emden (cruzador)
O Emden foi um cruzador rápido operado pela Reichsmarine e depois pela Kriegsmarine. Sua construção começou em dezembro de 1921 nos estaleiros da Reichsmarinewerft Wilhelmshaven e foi lançado ao mar em janeiro de 1925, sendo comissionado na frota alemã em outubro do mesmo ano. Era armado com uma bateria principal composta oito canhões de 149 milímetros montados em oito montagens únicas, tinha um deslocamento carregado de pouco mais de sete mil toneladas e conseguia alcançar uma velocidade máxima de 29 nós (54 quilômetros por hora).
O Emden foi o primeiro grande navio de guerra construído pela Alemanha depois do fim da Primeira Guerra Mundial e seu projeto foi limitado pelos termos do Tratado de Versalhes. Ele passou a maior parte de sua carreira como navio-escola, realizando também várias visitas a portos estrangeiros ao redor do mundo. Participou de patrulhas de não-intervenção durante a Guerra Civil Espanhola em 1937 e 1938. Com o início da Segunda Guerra Mundial, o Emden estabeleceu campos minados próximos do litoral alemão e participou da invasão da Noruega em abril de 1940.
Durante a maior parte do conflito o navio voltou para seus deveres de treinamento no Mar Báltico, mas mesmo assim prestou apoio para a invasão da União Soviética em meados de 1941, de operações para criação de campos minados no Skagerrak no final de 1944 e na evacuação da Prússia Oriental em janeiro de 1945. O Emden foi atacado e danificado por bombardeiros britânicos enquanto estava sob reparos em Kiel, precisando ser encalhado para não afundar. Ele foi deliberadamente destruído em maio para não ser capturado e desmontado no local em 1950.

## Desenvolvimento
O Tratado de Versalhes de 1919, que havia encerrado a Primeira Guerra Mundial, permitiu que a Alemanha mantivesse na sua frota apenas seis cruzadores rápidos. O tratado também limitava novos cruzadores a 6,1 mil toneladas e proibia novas construções até que a embarcação a ser substituída completasse vinte anos. Os seis cruzadores mantidos pelos alemães tinham sido lançados entre 1899 e 1902, assim os mais antigos poderiam ser substituídos imediatamente. Os trabalhos de projeto no primeiro cruzador rápido começou em 1921 sob o nome provisório Ersatz Niobe.
A Reichsmarine esperava finalizar o navio o mais rápido possível e manter os custos no mínimo, pedindo permissão aos Aliados para usar turbinas a vapor, caldeiras e torres de comando de navios desmontados para completar o Ersatz Niobe. Este pedido foi rejeitado. Os alemães também esperavam usar um armamento de quatro torres de artilharia duplas para o navio. Isto foi novamente rejeitado, mas foi permitido o uso de canhões de 149 milímetros armazenados. A nova embarcação estava nominalmente dentro do limite de 6,1 mil toneladas do tratado, mas na realidade excedia esse valor em quase mil toneladas quando totalmente carregado. A Reichsmarine propôs em 1923 usar a definição de deslocamento padrão adotada pelo Tratado Naval de Washington do ano anterior, que era significativamente menor que deslocamento carregado. Isto foi aprovado, assim o cruzador ficou retroativamente legal, pois seu deslocamento padrão era ligeiramente abaixo de 6,1 mil toneladas.
O navio foi baseado nas plantas do cruzador rápido SMS Karlsruhe da Marinha Imperial Alemã de meados da guerra, principalmente devido à escassez de pessoal na equipe de projeto, o fechamento do Instituto de Testes de Navios e o fato das plantas do Karlsruhe ainda estarem disponíveis. O Emden acabou mostrando-se uma decepção em serviço, principalmente por seu projeto datado e porque podia disparar apenas ao todo seis canhões em cada lateral. Mesmo assim, ele incorporou grandes avanços sobre projetos anteriores, incluindo uso em grande escala de soldagem durante a construção e um sistema de propulsão significativamente mais eficiente que lhe deu uma autonomia cinquenta por cento maior que embarcações anteriores, o que mostrou-se muito útil em cruzeiros de treinamentos estendidos nas décadas de 1920 e 1930.

## Projeto

### Características

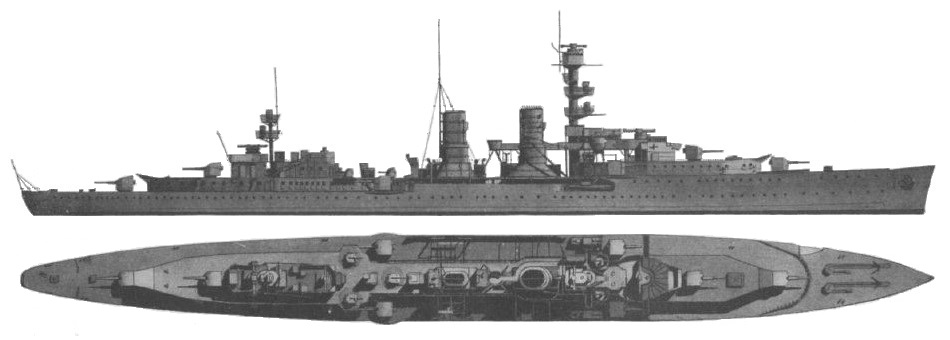
Desenho do Emden

O Emden tinha 150,5 metros de comprimento da linha de flutuação e 155,1 metros de comprimento de fora a fora. Tinha uma boca de 14,2 metros e um calado projetado de 5,3 metros, mas este podia ser de 5,15 metros em deslocamento padrão e 5,93 metros em deslocamento carregado. Seu deslocamento projetado era de 6 060 toneladas, o deslocamento padrão era de 5,4 mil toneladas e o deslocamento carregado de 7,1 mil toneladas. Seu casco tinha armações de aço longitudinais e incorporava dezessete compartimentos estanques e um fundo duplo que cobria 56 por cento do comprimento da quilha. Seu cinturão principal de blindagem tinha cinquenta milímetros de espessura, o convés blindado tinha vinte a quarenta milímetros e a torre de comando tinha laterais de cem milímetros.
Sua tripulação padrão ao entrar em serviço era composta por dezenove oficiais e 464 marinheiros. A tripulação passava a ser de 29 oficiais, 445 marinheiros, mais 162 cadetes quando era colocado para servir em cruzeiros de treinamento para cadetes navais. Sua tripulação padrão passou a ser de 26 oficiais e 556 marinheiros após 1940, crescendo para trinta oficiais e 653 marinheiros depois que foi transformado em um navio-escola. A Reichsmarine considerava o Emden uma boa embarcação, com leve leme a sotavento e movimento suave na janota. Era manobrável, mas lento durante uma curva. A direção era controlada por um único leme grande. Ele perdia pouca velocidade quando navegava contra as ondas, mas chegava a perder até sessenta por cento de sua velocidade durante viradas bruscas. Sua altura metacêntrica era de 79 centímetros.

### Propulsão
O sistema de propulsão do Emden tinha duas turbinas a vapor Brown, Boveri & Cie que giravam duas hélices de três lâminas com 3,75 metros de diâmetro. O vapor vinha de quatro caldeiras a carvão e seis caldeiras a óleo combustível produzidas pela Marine, estas divididas em quatro salas de caldeiras. Os motores tinham uma potência indicada de 47,2 mil cavalos-vapor (34,7 mil quilowatts) para uma velocidade máxima de 29 nós (54 quilômetros por hora). Seus motores alcançaram 46,5 mil cavalos-vapor (34,2 mil quilowatts) e 29,4 nós (54,4 quilômetros por hora) durante seus testes marítimos. O navio foi projetado para transportar até trezentas toneladas de carvão, porém com espaços adicionais ele podia levar até 875 toneladas. A capacidade de óleo combustível era de duzentas toneladas, mas que podia crescer para 1 170 toneladas com espaços adicionais. Isto dava ao Emden uma autonomia de 6,7 mil milhas náuticas (12,4 mil quilômetros) a doze nós (22 quilômetros por hora). Esta diminuía para 5,2 mil milhas náuticas (9,6 mil quilômetros) a dezoito nós (33 quilômetros por hora). A energia elétrica era produzida por dois sistemas com três geradores cada, com uma produção total de 420 quilowatts a 220 volts.

### Armamento
A intenção original era que a bateria principal fosse de oito canhões calibre 55 de 149 milímetros em quatro torres de artilharia duplas, mas os Aliados proibiram esse armamento. Em vez disso, o Emden foi equipado com oito canhões calibre 45 de 149 milímetros em montagens únicas. Estes eram do modelo C/16 e disparavam um projétil de 45 quilogramas a uma velocidade de saída de 835 metros por segundo. Podiam elevar até quarenta graus e tinham um alcance máximo de 17,6 quilômetros. Cada canhão tinha à disposição 960 projéteis. O cruzador também era equipado com dois canhões antiaéreos calibre 45 de 88 milímetros, com um terceiro sendo adicionado posteriormente. Estas armas tinham um carregamento de munição de entre novecentos e 1,2 mil projéteis. O Emden foi projetado para ter oito tubos de torpedo de 500 milímetros em quatro lançadores duplos, porém apenas quatro tubos foram instalados. Estes foram substituídos em 1934 por tubos de 533 milímetros. O navio tinha um carregamento de doze torpedos.
A bateria antiaérea foi fortalecida em 1938, recebendo dois e depois quatro canhões C/30 de 37 milímetros e até dezoito canhões Flak de 20 milímetros. Também recebeu 120 minas navais. Dois tubos de torpedo foram removidos em 1942, enquanto os canhões principais foram substituídos. Estes passaram a ser do modelo TbtsK C/36, originalmente projetado para uso em contratorpedeiros. Disparavam um projétil de quarenta quilogramas a uma velocidade de saída de 875 metros por segundo. Tinham uma elevação máxima de 47 graus para um alcance de 23,5 quilogramas. Sua bateria antiaérea em 1945 consistia em nove armas de 37 milímetros e seis de 20 milímetros.

## História

### Início de serviço

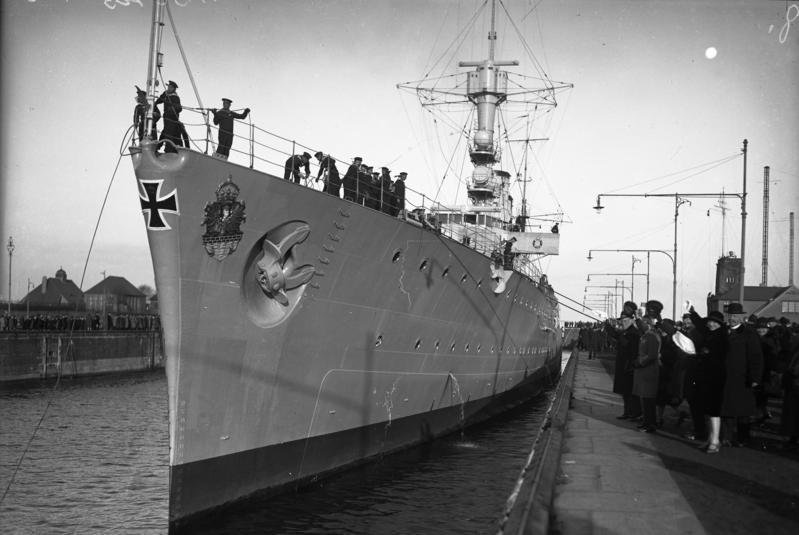
O Emden em Kiel em 1928

O batimento de quilha do Emden ocorreu em 8 de dezembro de 1921 no Reichsmarinewerft Wilhelmshaven. Instabilidade política e a fragilidade da economia alemã no início da década de 1920 atrasaram a construção, com ele sendo lançado ao mar apenas em 7 de janeiro de 1925. O almirante Hans Zenker fez um discurso durante a cerimônia de lançamento, com a embarcação sendo batizada por Jutta von Müller, viúva do capitão de mar Karl von Müller, que comandou o cruzador SMS Emden durante a Primeira Guerra Mundial. O novo navio foi comissionado nove meses em 15 de outubro de 1925. A intenção era usá-lo como navio-escola para cadetes navais, assim foi designado para a Estação Naval do Mar do Norte. Ele realizou testes marítimos depois de entrar em serviço, com estes sendo interrompidos por alterações no estaleiro que incluíram a reconstrução de seu mastro de batalha. Estas foram finalizadas em 1926 e o Emden realizou treinamentos individuais e várias visitas para portos estrangeiros no norte da Europa. Entre agosto e setembro participou das manobras anuais da frota, enquanto em outubro foi novamente para o estaleiro a fim de ter a altura de sua segunda chaminé aumentada para igual da primeira. O navio nessa época estava designado para a Inspetoria de Treinamento da Marinha.
O Emden  deixou Wilhelmshaven em 14 de novembro de 1926 para seu primeiro grande cruzeiro. O navio foi para o sul ao redor da África e cruzou o Oceano Índico, parando nas Ilhas Cocos, onde ainda estavam os destroços do Emden original. A tripulação realizou um serviço memorial no local em 15 de março de 1927, prosseguindo então para a Ásia Oriental. Visitou portos no Japão e então atravessou o Oceano Pacífico até o Alasca, nos Estados Unidos, navegando rumo sul pelo litoral oeste da América do Norte e fazendo várias paradas no caminho. O cruzador continuou pela América Central e Sul, passando para o Oceano Atlântico e parando no Rio de Janeiro, no Brasil, em 25 de dezembro. Partiu então de volta para a Alemanha, parando no caminho nos Açores, em Portugal, e em Vilagarcía, na Espanha, chegando em Wilhelmshaven em 14 de março de 1928.
A embarcação passou o resto do ano se preparando para seu próximo cruzeiro, que começou em 5 de dezembro, desta vez sob o comando do capitão de corveta Lothar von Arnauld de la Perière, que tinha assumido em setembro. Navegou para o Mar Mediterrâneo até Istambul, na Turquia, seguindo então para o sul pelo Canal de Suez ao Índico para as Índias Orientais Holandesas e depois Austrália. O Emden atravessou o Pacífico até o Havaí e em seguida foi para a Costa Oeste dos Estados Unidos. Navegou para o sul pelo Canal do Panamá até o Mar do Caribe. Cruzou o Atlântico até Las Palmas nas Ilhas Canárias, chegando de volta a Wilhelmshaven em 13 de dezembro de 1929.

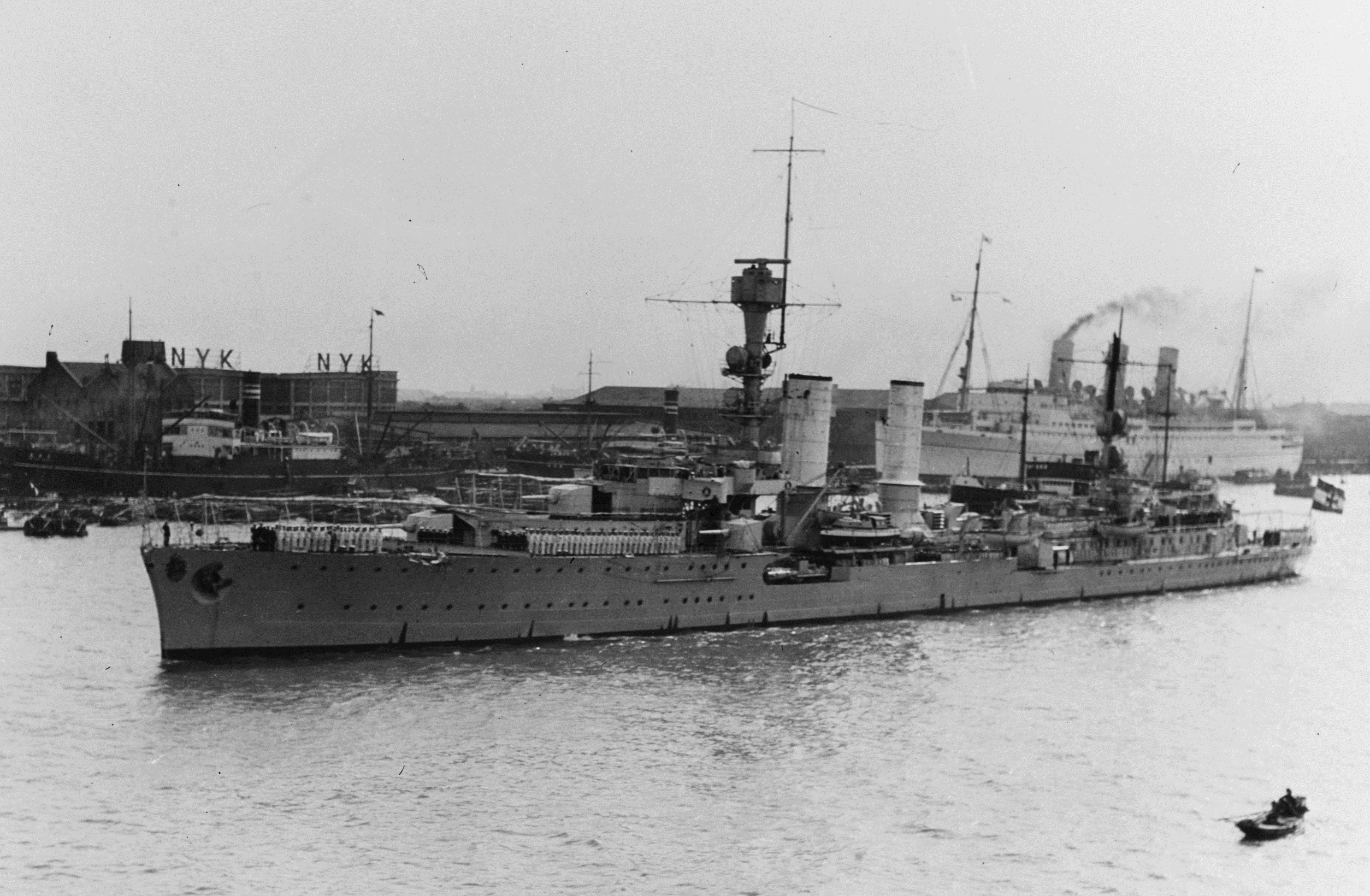
O Emden em Xangai em 1931

O cruzador deixou Wilhelmshaven para seu terceiro cruzeiro em 13 de janeiro de 1930. Navegou para o Atlântico e parou em Madeira, atravessando então o oceano para várias paradas por portos do Caribe, incluindo Saint Thomas nas Ilhas Virgens Americanas, Nova Orleães e Charleston nos Estados Unidos, Kingston na Jamaica e San Juan em Porto Rico. Fez a travessia de volta pelo Atlântico e parou em Las Palmas e Santa Cruz de Tenerife, chegando em Wilhelmshaven em 13 de maio de 1930. Depois disso foi para o estaleiro passar por uma grande manutenção. O capitão de fragata Robert Witthoeft-Emden assumiu o comando em outubro.
Mais um cruzeiro começou em 1º de dezembro. O Emden foi primeiro para Vigo, na Espanha, entrando no Mediterrâneo e parando na Baía de Suda em Creta. Atravessou o Canal de Suez e parou em Adem no Adem, Cochim na Índia, Colombo e Trincomalee no Ceilão, Porto Blair nas Ilhas Andamão e Sabang nas Índias Orientais Holandesas. Em seguida visitou vários portos no Sudeste Asiático, incluindo Bancoque no Sião, Victoria em Labuão, Manila nas Filipinas, Nanquim e Xangai na China; Nagasaki, Osaka, Nii-jima, Tsuruga, Hakodate, Otaru e Yokohama no Japão; e Guam. O navio então deu a volta para o Índico, parando em Maurício e depois na África do Sul; nesta visitou Durban e East London, com um grupo de oficiais então indo para Joanesburgo, onde foram recepcionados pelo primeiro-ministro J. B. M. Hertzog. No caminho de volta para a Alemanha pararam em Lobito e Luanda em Angola, Las Palmas e Santander na Espanha. Chegou em Wilhelmshaven em 8 de dezembro de 1931.

### Pré-guerra

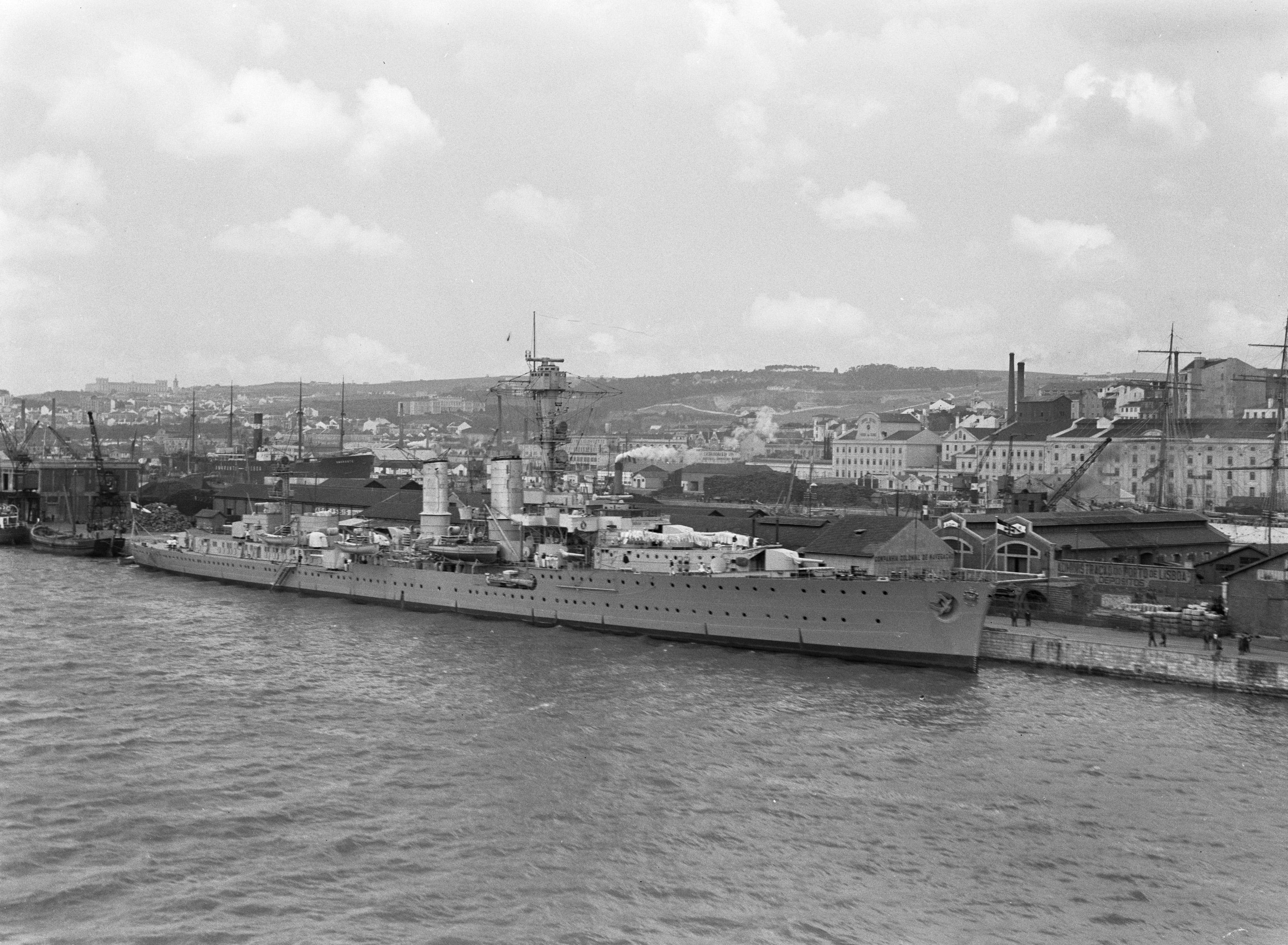
O Emden em Lisboa em 1935

O Emden, sob o comando do capitão de fragata Werner Grassmann, foi transferido em 1º de janeiro de 1932 para o Comandante das Forças de Reconhecimento, o contra-almirante Conrad Albrecht. Durante este período participou de exercícios de treinamento com as forças de reconhecimento da frota, incluindo as manobras anuais da frota em agosto e setembro. Também participou de um cruzeiro de treinamento da frota no Atlântico, durante o qual visitou Las Palmas e Funchal em Madeira junto com o cruzador rápido Leipzig. O Emden foi descomissionado em 1º de abril de 1933 para uma grande reforma que envolveu a substituição de suas quatro caldeiras a carvão por modelos a óleo combustível. As duas chaminés tiveram sua altura diminuída em aproximadamente dois metros e arpões para os transmissores sem fio foram instalados na chaminé de ré. Voltou ao serviço em 29 de setembro de 1934 com o capitão de fragata Karl Dönitz no comando. Desta vez retornou à Inspetoria de Treinamento e retomou seus cruzeiros de longa duração. Uma nova viagem deste tipo começou em 10 de novembro, incluindo paradas em Santa Cruz de La Palma nas Canárias, Cidade do Cabo e East London na África do Sul, Porto Amélia em Moçambique, Mombaça no Quênia, Vitória nas Seicheles, Trincomalee e Cochim. Na viagem de volta entrou no Mediterrâneo por meio do Canal de Suez e visitou Alexandria no Egito, Cartagena na Espanha, Ponta Delgada nos Açores, Lisboa em Portugal e Vigo, ancorando por fim na rada de Schillig do lado de fora de Wilhelmshaven em 12 de junho de 1935.
O cruzador partiu em seu sexto grande cruzeiro em 23 de outubro, agora sob o comando do capitão de mar Johannes Bachmann, seguindo primeiro para a América. Atravessou o Atlântico, parando no caminho nos Açores, depois viajando pelas Índias Ocidentais e Venezuela, passando então pelo Canal do Panamá para Guaiaquil no Equador em 25 de dezembro. Navegou para o norte primeiro para Puerto San José na Guatemala, em seguida prosseguindo norte para Portland e Havaí, nos Estados Unidos. O Emden então retornou para a América Central, cruzou novamente o Canal do Panamá, visitou mais ilhas nas Índias Ocidentais e então navegou pelo litoral leste da América do Norte, parando em Baltimore nos Estados Unidos e Montreal no Canadá. A embarcação atravessou o Atlântico até Pontevedra na Espanha, retornando para a Alemanha em 11 de junho de 1936. Bachmann foi substituído em agosto pelo capitão de mar Walter Lohmann. O próximo cruzeiro começou em 10 de outubro, com o Emden navegando para o Mediterrâneo, visitando Cagliari na Itália e depois passando por Dardanelos até Istambul, continuando pelo Bósforo até o Mar Negro. Parou em Varna na Bulgária, voltando para o Mediterrâneo e navegando pelo Canal de Suez. Seguiu para a Ásia Oriental, no caminho parando no Ceilão, em seguida visitando portos na Tailândia, China e Japão. No retorno para a Alemanha o navio parou em Padang nas Índias Orientais Holandesas e Bombaim na Índia. Passou de novo pelo Canal de Suez e parou em Algeciras na Espanha em 15 de abril de 1937, navegando pelo Canal da Mancha três dias depois até chegar em Voslapp na Alemanha no dia 19. Finalmente chegou em Wilhelmshaven em 23 de abril.

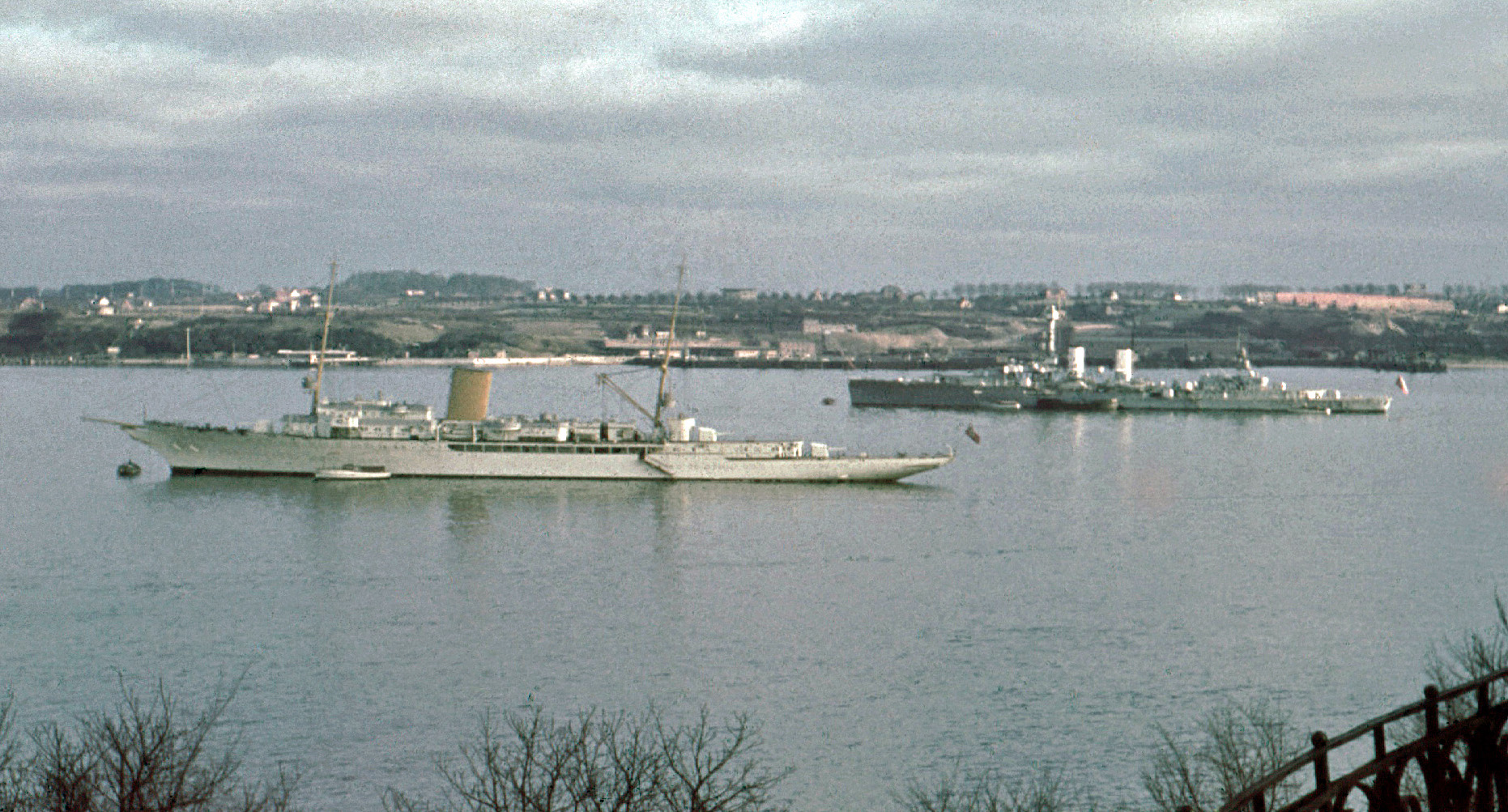
O Emden (direita) junto com o aviso Grille (esquerda) em Kiel em 1939

O oitava cruzeiro do Emden começou em 11 de outubro de 1937, deixando Wilhelmshaven e seguindo para o Mediterrâneo sob o capitão de fragata Leopold Bürkner. Juntou-se no local às forças navais alemãs que tinham sido enviadas para realizar patrulhas de não-intervenção com o objetivo de reforçar um embargo armamentista contra a Espanha durante a Guerra Civil Espanhola. O Emden permaneceu na área por apenas alguns dias entre 16 e 18 de outubro, continuando para o Canal de Suez e então para o Oceano Índico. Parou na região em vários portos, incluindo Maçuá na Eritreia, Colombo, Mormugão na Índia, e Belawan e Surabaia nas Índias Orientais Holandesas. Juntou-se novamente a algumas patrulhas de não-intervenção no litoral espanhol no caminho de volta pelo Mediterrâneo de 14 a 21 de março de 1938. Seguiu então para Amsterdã nos Países Baixos até chegar em Wilhelmshaven em 23 de abril.
O capitão de mar Paul Wever assumiu o comando em junho e o cruzeiro seguinte começou em 26 de julho. O Emden seguiu para o norte até a Noruega, depois atravessou o Atlântico até Reykjavík na Islândia antes de virar para o Sul aos Açores e então Bermudas. Ficou em Hamilton entre 30 de agosto e 3 de setembro; esta visita não foi amigável, pois a opinião internacional tinha se virado contra a Alemanha devido à Crise dos Sudetos. Uma viagem para Havana em Cuba foi cancelada e o Emden convocado de volta para casa. Parou em Funchal de 10 a 15 de setembro no caminho para Wilhelmshaven, porém antes de chegar em casa o Acordo de Munique foi assinado e a crise encerrada, com as tensões internacionais diminuindo o suficiente para permitir que a embarcação prosseguisse com seu cruzeiro. Foi para o sul para o Mediterrâneo e então para o Mar Negro, estando presente em Istambul entre 19 e 23 de outubro para o funeral de Mustafa Kemal Atatürk, o primeiro Presidente da Turquia. O Emden retornou para a Alemanha parando em Rodes e Vigo, chegando em Wilhelmshaven em 16 de dezembro. O navio foi usado para proteger pescadores entre 29 de março e 15 de abril de 1939. Durante este período visitou Reykjavík novamente. O capitão de mar Werner Lange substitui Wever em maio.

### Segunda Guerra Mundial
A Segunda Guerra Mundial começou em setembro de 1939 e o Emden participou no dia 3 do estabelecimento de campos minados defensivos no litoral alemão no Mar do Norte junto com várias embarcações. Esta barreira estendia-se pela Angra da Alemanha desde o litoral dos Países Baixos até a Jutlândia, com seu propósito sendo garantir o flanco marítimo da Linha Siegfried. O Emden realizou a operação junto com os cruzadores rápidos Leipzig, Königsberg, Köln e Nürnberg mais dezesseis contratorpedeiros. O navio em seguida voltou para Wilhelmshaven a fim de reabastecer minas. Uma força de dez bombardeiros Bristol Blenheim britânicos da Força Aérea Real atacaram o porto no dia 4 enquanto o cruzador estava atracado. Um dos canhões antiaéreos de 20 milímetros da embarcação abateu uma das aeronaves que acabou caindo em cima do próprio Emden a estibordo. Acredita-se que ela era o Blenheim N6199 do Esquadrão Nº 110 voado pelo oficial de voo Emden. Entretanto, outras análises afirmam que o cruzador foi atacado por um bombardeiro do Esquadrão Nº 107; o historiador Igor Borisenko diz que o avião que acertou o navio na verdade foi o Blenheim N6189 do oficial de voo Herbert Lightoller, já o historiador Szymon Tetara afirma que foi o N6188 do oficial piloto W. Murphy, enquanto a aeronave de Lightoller caiu no cais. Borisenko também diz que na verdade o Blenheim bateu a bombordo do Emden e as bombas que lançou caíram na água a estibordo, causando mais danos superficiais. Autores diferentes citam números de baixas diferentes, mas a pesquisa mais recente de Tetera indica onze mortos, incluindo dois oficiais, e outros trinta feridos; estas foram as primeiras baixas da Kriegsmarine durante a guerra.
O navio foi transferido para o Mar Báltico, sendo designado para deveres de proteção comercial. Voltou para Wilhelmshaven a fim de passar por manutenção periódica entre 2 de dezembro de 1939 a 3 de janeiro de 1940, retomando suas atividades de treinamento. Um fio desmagnetizador foi instalado acima da linha de flutuação durante a manutenção com o objetivo de protegê-lo de minas magnéticas, enquanto sua bateria antiaérea foi reforçada. O Emden passou o restante do inverno como navio-escola.

#### Invasão da Noruega

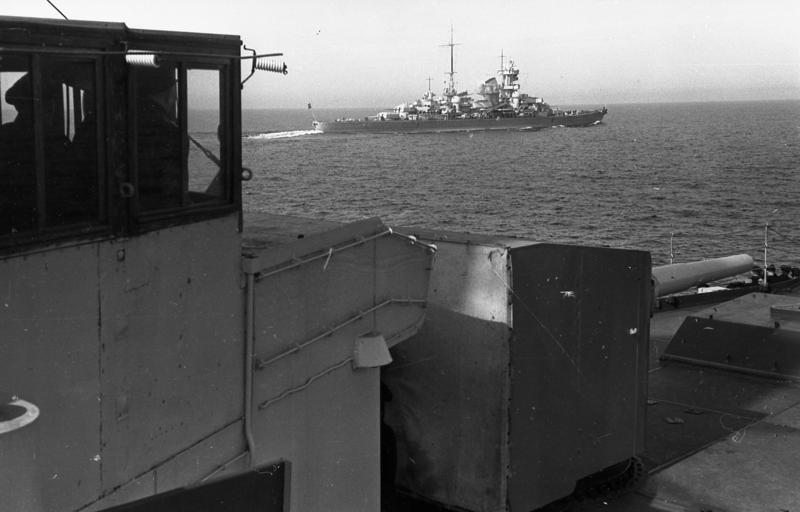
O Blücher visto do convés do Emden seguindo para a Noruega em abril de 1940

A Alemanha reuniu forças para invadir a Noruega, com o Emden sendo designado para o Grupo 5, encarregado de capturar a capital Oslo. Ele juntou-se aos outros navios em 12 de março enquanto eles começavam a se reunir em Swinemünde. O grupo também tinha o cruzador pesado Blücher, a capitânia, o cruzador pesado Lützow, três barcos torpedeiros e oito draga-minas. O Emden e o Blücher realizaram treinamentos de holofotes na noite de 5 de abril em preparação para as operações noturnas. O navio embarcou seiscentos soldados e seus equipamentos no dia seguinte em Swinemünde, prosseguindo então para o ponto de coleta da frota de invasão em Strande, próximo de Kiel. O Grupo 5 partiu às 3h00minn de 8 de abril rumo ao Fiorde de Oslo, chegando à meia-noite.
O Emden, ao chegar na entrada do fiorde, transferiu 350 soldados para os draga-minas a fim de permitir que desembarcassem em terra. Entretanto, o elemento surpresa tinha sido perdido e o Blücher acabou afundado nos confins do fiorde por baterias costeiras da Fortaleza de Oscarsborg na resultando Batalha do Estreito de Drøbak. O Lützow foi danificado antes dos alemães interromperem o ataque. O Emden e o Lützow acabaram desembarcando suas tropas nas margens do fiorde para que elas pudessem atacar as baterias costeiras pela retaguarda. Os dois navios aproximaram-se de Oscarsborg às 15h55min depois do início do ataque terrestre para proporcionarem suporte de artilharia. Os alemães negociaram termos de rendição com outras forças norueguesas mais tarde no dia 9. O Emden entrou no porto de Oslo na manhã de 10 de abril, desta forma servindo como centro de comunicação conjunta entre a Kriegsmarine, Wehrmacht e Luftwaffe. Foi substituído nesta função no dia 24, mas permaneceu em Oslo até 7 de junho. Durante este período foi visitado pelo grande almirante Erich Raeder em 17 de maio. Retornou para Swinemünde em 8 de junho retomou seus deveres de navio-escola.

#### Ações no Báltico

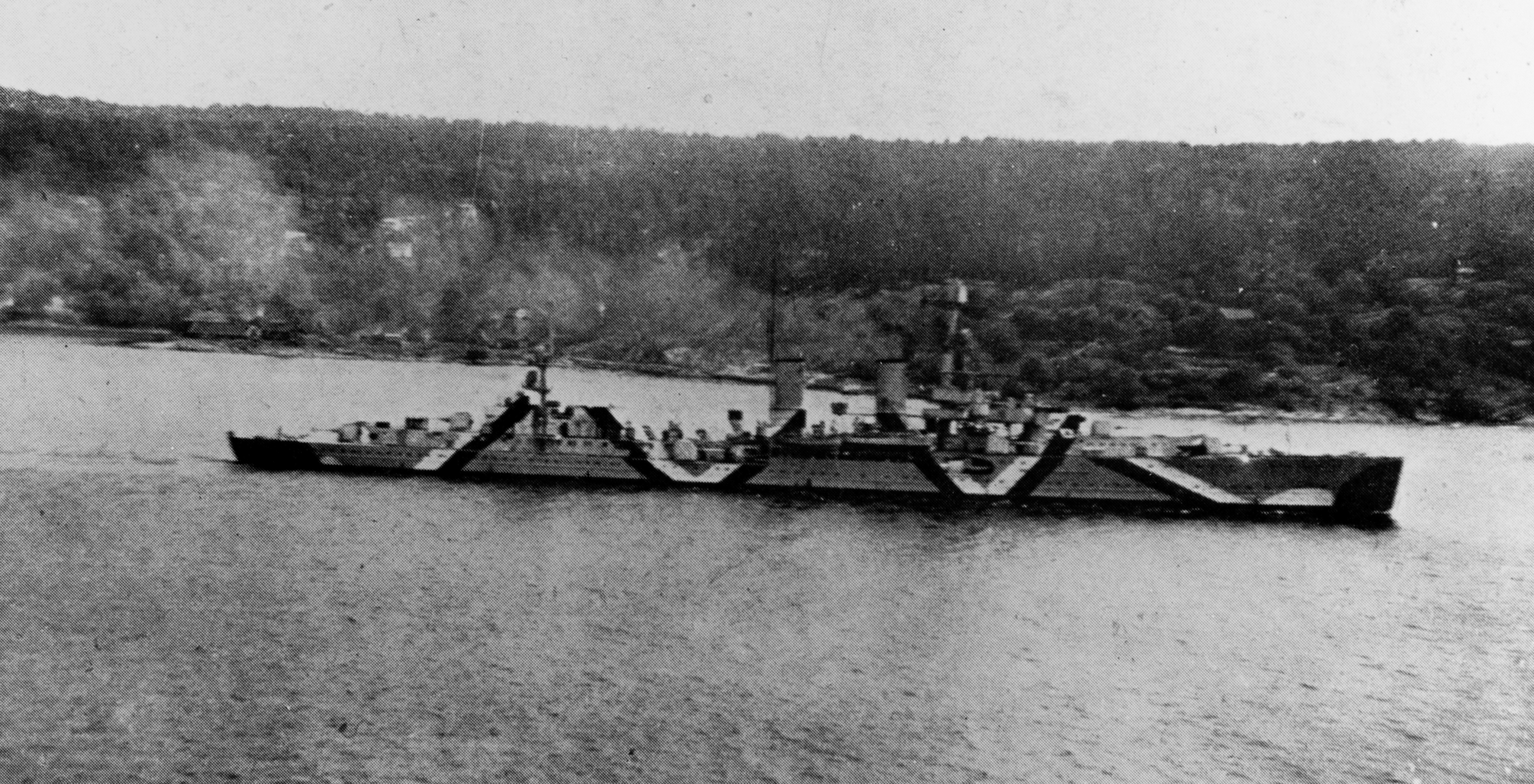
O Emden no Fiorde de Oslo em 1941

A embarcação ficou em manutenção entre 7 de novembro de 1940 e 15 de fevereiro de 1941. Foi designado em setembro para a Frota do Báltico, centrada no couraçado Tirpitz. Sua tarefa era impedir que a Frota Naval Militar Soviética deixasse o Báltico. O Emden e o Leipzig eram o núcleo do grupo sul, baseado em Libau. A frota existiu apenas por um breve período, sendo logo dissolvida assim que ficou claro que os soviéticos não deixariam seus portos. O Emden estava operando com o Leipzig e três barcos torpedeiros em 16 de setembro próximo de Dagö quando foram atacados por baterias costeiras soviéticas, mas escaparam ilesos. Quatro barcos torpedeiros inimigos tentaram realizar um ataque contra a flotilha alemã, mas sem sucesso. O navio deu suporte de artilharia de 26 a 27 de setembro para tropas alemãs lutando em terra na Península de Sworbe. Foi transferido no dia 27 para Gotenhafen, enquanto em novembro foi colocado na recém-formada Unidade de Treinamento da Frota, onde permaneceria pelo restante da guerra. Passou por uma grande reforma em Wilhelmshaven entre junho e novembro de 1942, retornando para Gotenhafen em 7 de novembro. Raeder visitou novamente o cruzador para esta viagem.
O Emden alcançou uma velocidade máxima de 26,9 nós (49,8 quilômetros por hora) durante testes marítimos pós-reforma de 1942, significativamente menor que sua velocidade máxima original. Nesta altura o navio já estava em serviço a dezesseis anos ainda com seus motores originais. Estes deveriam ter sido substituídos, mas a guerra impediu que isso fosse feito. O ano de 1943 transcorreu sem grandes incidentes para a embarcação, mas sua bateria antiaérea foi reforçada com um canhão de 105 milímetros e dois canhões Bofors de 40 milímetros. Ele participou de duas operações de criação de campos minados no Skagerrak no final de 1944, a primeira de 19 a 21 de setembro e a segunda em 5 e 6 de outubro. A frequência cada vez maior de ataques aéreos Aliados nas operações de campos minados fez com que fossem canceladas no final de outubro. O Emden ocupou-se pelo restante do ano com a escola de comboios no Báltico. Em 1º de novembro prestou auxílio ao Köln, que tinha encalhado. O próprio Emden encalhou no Fiorde de Oslo em 9 de dezembro, mas foi liberado no dia seguinte. Partiu para Königsberg em 23 de dezembro para passar por reparos, chegando dois dias depois.

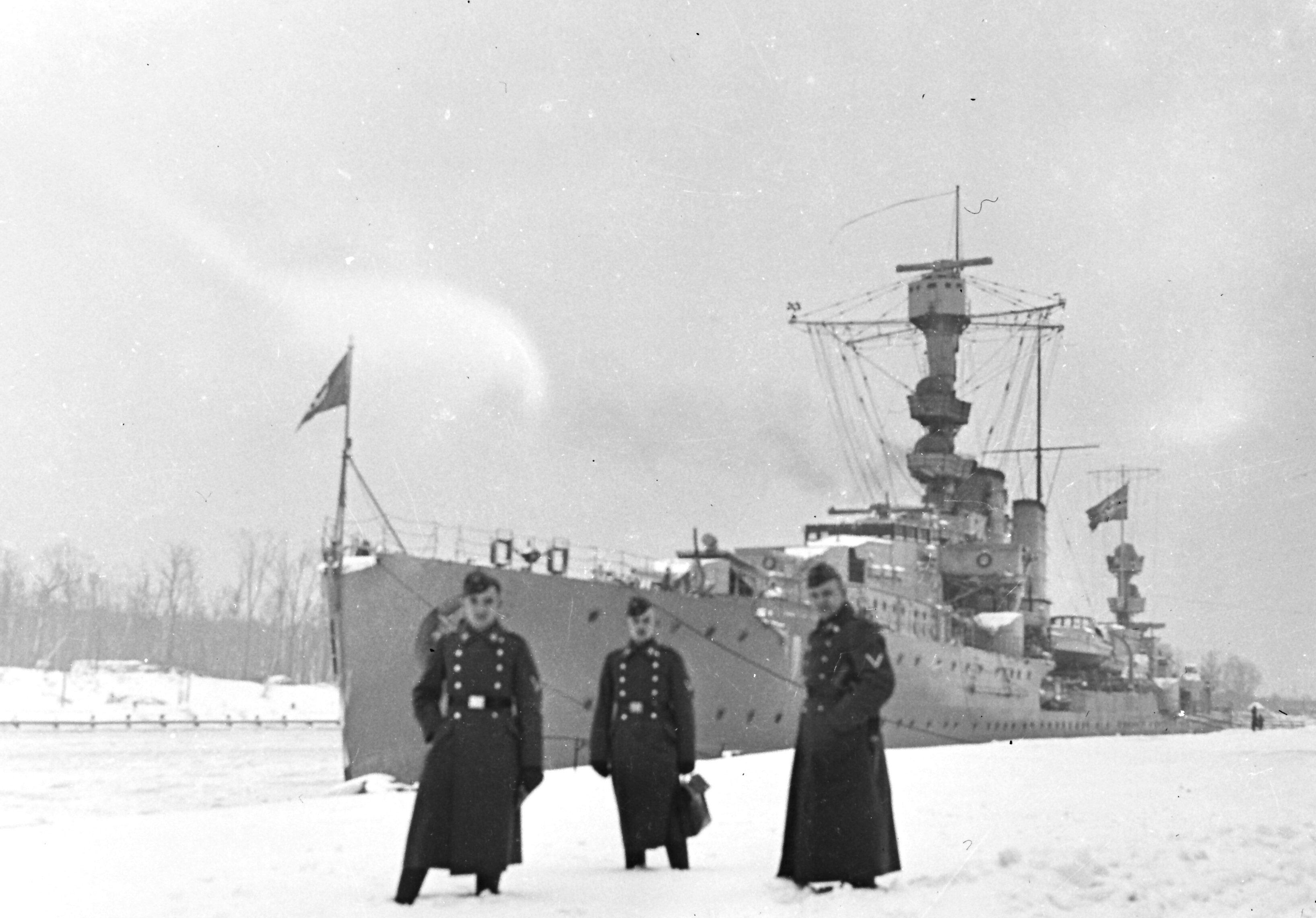
O Emden no Istmo da Curlândia em 1944

Foi colocado em uma doca seca da Schichau-Werke, onde suas armas foram removidas e os trabalhos prosseguiram em ritmo lento. O navio ainda estava lá aguardando a finalização de seus reparos quando o Exército Vermelho atacou Königsberg em janeiro de 1945, com o comando naval alemão ordenando no dia 23 que todas as forças navais na cidade evacuassem. Seus armamentos foram reinstalados e os restos mortais do ex-presidente Paul von Hindenburg e sua esposa Gertrud foram embarcados, tendo sido desenterrados para que não fossem tomados durante o avanço das forças soviéticas. O Emden os levou sob o reboque de vários quebra-gelos até Pillau, onde foram transferidos para o navio de transporte MS Pretoria. Seus motores foram colocados de volta em funcionamento no local, porém o cruzador só podia usar uma de suas hélices. Ele navegou o mais rápido que pode para Kiel, chegando em 6 de fevereiro, sendo colocado em uma doca seca da Deutsche Werke para continuar os reparos.
O Emden foi alvo de vários ataques aéreos em Kiel. Um deles em 11 de março incendiou o convés de vante e os lançadores de torpedos de bombordo. Outro em 3 de abril acertou a primeira chaminé, destruindo-a. Mai na noite de 9 para 10 de abril danificou seriamente vários navios em Kiel; os cruzadores pesados Admiral Hipper e Admiral Scheer foram destruídos, já o Emden foi levemente danificado por um quase acerto na popa. Danos maiores foram infligidos no dia 13, com ele sendo rebocado na manhã seguinte para Heikendorf. Estava com um adernamento de quinze graus para bombordo, mas sua tripulação conseguiu parar a inundação e selar o casco. Foi encalhado em água rasa para que não afundasse e descomissionado em 26 de abril. Sua tripulação destruiu o navio com cargas explosivas em 3 de maio, cinco dias antes do fim da guerra na Europa, para que não fosse capturado pelos Aliadas. Os destroços foram desmontados no local nos cinco anos seguintes. Seu ornamento de proa está em exibição no Museu Alemão em Munique.